# ロックマンX6
『ロックマンX6』（ロックマンエックスシックス、ROCKMAN X6）は、2001年11月29日にカプコンからPlayStation専用として発売されたアクションゲーム。

## 概要
ロックマンXシリーズの第6作。本作は前作との関連が強く、ストーリー面では『ロックマンX5』で生死不明となったゼロの行方が注目された。
システム面では『X5』のものをベースとしており、プレイ中のナイトメアソウルを集めることによってハンターランクが算出され、ランクが上がるとパワーアップパーツが装備可能となるシステムを採用している。パーツは各ステージで傷ついたレプリロイドを救出することにより入手できる。
ストーリー展開にも影響するアナザーボスの存在など、前作に引き続き非常に凝ったゲームシステムが特徴となっている。前作で初めて搭載されたオペレーターによるステージのオペレートは特定の所で任意表示できるシステムに変更された。本作はあるステージを出ると、他のステージに影響が出て難易度が変化する（詳細は後述）。
前作と同じく全てのボスキャラクターを全て倒さなくても次のエリアに進めるが、ある程度パワーアップしないと攻略できない。
今作では再び、大多数のキャラクターにキャラクターボイスが導入された（アニメーションではなく、一枚絵方式でイベントが起きるのは前作と同じだが、前作とは異なりボイスが流れる）。
2002年11月28日にはPlayStation the Best版が発売されている。海外ではWindows版も発売された他、北米では2006年にPlayStation 2およびニンテンドー ゲームキューブ向けの「Mega Man X Collection」に収録された。

## ストーリー
シグマの策略による「コロニー落下事件」から3週間後。コロニーの地球衝突はゼロの命と引き換えによって免れたものの、地球に及ぼした影響は大きく、地球は荒れ果てた姿となった。その後、地上のウイルス汚染が静まってきた頃、レプリロイドは地上で生活できず地下に移り住んだ人類に代わり、地上再建に励んでいた。エックスもまた、生き残ったわずかな「イレギュラーハンター」通称「ハンター」の隊員の1人として、復旧作業に努めていた。
そんなある日、エックスのもとへ、エイリアからの緊急連絡が届く。内容は、シグマと共に消滅したと思われていたイレギュラーが再び発生した、というものだった。真相を突き止めるべく、エックスは「ゼットセイバー」を手に、一人戦場へ向かった。

## 登場キャラクター

### メインキャラクター

#### イレギュラーハンター
エックス（X）
声 - 森久保祥太郎
イレギュラーハンター元第17精鋭部隊隊長。コロニー落下事件の後、残り少なくなったイレギュラーハンターたちと地球復興作業に努める。
ナイトメアウイルスによる事件の原因にゼロの亡霊が関わっているとの噂を聞き、ゼロの名誉を守るためナイトメアの調査に乗り出す。今作ではゼットセイバーを使用できるが、連続斬りおよびしゃがみ斬りはできない。
ゼロ（Zero）
声 - 置鮎龍太郎
3週間前のコロニー落下を防いだ特A級ハンター。ゼットセイバーの元の持ち主。前作の戦いの後に行方不明扱いとなっていたが、後に復活した。前作の戦いでダメージが回復するまでに身を隠していたという。
取扱説明書では「復活のハンター」と表記されている。
エイリア（Alia）
声 - 笠原留美
ナビゲート（現場での状況を分析しイレギュラーハンターをサポートする）、プログラム解析において高い実力を備えている。ボディのメインカラー並びデザインは前作から変化はない。
今作において敵であると同時に元同僚でもあったゲイトに対しては、それなりに思う反面、後ろめたいものがあったようである。本作ではかつてイレギュラーと認定された、彼の開発したレプリロイドを処分（彼女が直接手を掛けたわけではないとはいえ、死刑執行と同等の行動）していたことが判明している。

シグナス（Signas）
声 - 鈴置洋孝
若きイレギュラーハンター総指揮官。ボディのカラーリングやデザインは前作と同じ。戦闘能力は高くないが、現存するレプリロイドでは世界最高の精密度を誇るCPUを搭載しその卓越した頭脳でハンター組織を指揮統括する。その冷静な判断と決断力から既に多くのハンターたちの信頼を得ている。
ダグラス（Douglas）
声 - 高木渉
ハンターたちの武器、ライドアーマー、ライドチェイサーといった乗り物、施設に至るまであらゆる物の整備をこなす凄腕メカニック。ボディのカラーリング・デザインは前作と同じ。
コロニー事故の後も、休む間もなく復旧作業を続けている。彼が喋るのは一部のエンディングのみである。

#### 黒幕
ゲイト（Gate）
声 - 藤原啓治
レプリロイド開発で有名な科学者レプリロイドでエイリアの元同僚。彼は卓越した頭脳で高度な技術と能力を兼ね備えたレプリロイドを設計・開発しており、そのレプリロイドも優秀な成績を誇る機体揃いであった。
しかし彼の開発したレプリロイド達は性能が高すぎたがために周囲との軋轢を生み、更に機体のプログラムコードも高度過ぎて彼以外には到底解析できないものであった点に加え、「エックスとゼロのレベルに達するレプリロイドを創る」という目的を始め、自らの有能さを示す狙いから上司の命令を無視してまで過剰な高性能レプリロイドばかりを開発し続けたが故に、開発したレプリロイドたちの中に「法を破る」「被害を伴うレベルの問題を周囲で起こす」機体がいたということから結果として社会に「研究が理解できない」「ゲイトの創ったレプリロイドは危険」と見做され、彼に対する評価は下がって行く。やがてそれが彼を孤立させる要因にも繋がっていった。
前作のスペースコロニー・ユーラシアが墜落したポイントを気紛れから散策中、彼は何らかのパーツの破片を偶然ながら拾得することになる。だが分析したところ、それがゼロの欠片だったことが判明し、欠片から僅かに残留していたデータを解析、ハイマックスや「ナイトメアウイルス」を造り出すことに成功する。さらには自らのボディをナイトメアウイルスの力を応用して強化改造することで、自分を中心とした優秀なレプリロイドだけの理想郷を作ろうとした。
普段は紫色を基調としたボディに白衣を纏った姿をしているが、戦闘時には金色を基調とした全身の各所に菱形の宝石状のクォーツを鏤めたかのようなデザインのボディに白のマントを羽織った姿となる。
最終的にエックスと仲間たちによって撃破されボディは上半身を残して破壊され、さらには半ば復活したシグマによって機能停止に追い込まれてしまう。その後、残されたボディはエックスによってイレギュラーハンター本部に回収される。生死は現在も不明のままである。
天才的な頭脳を持ちながらも、正当な評価を受けられず、世界に復讐するという点は、かつて世界征服に乗り出したDr.ワイリーと同じである。
前述のように自身を戦闘用に改造した後はナイトメアウイルスの影響によって攻撃を一切受け付けないボディを持つが、同じナイトメアウイルスの力の前では、その効果は無効になる。
なお、ゲイトの研究所（作中では「秘密研究所」）のBGMは『X2』のカウンターハンター・アジールのステージのアレンジ版であり、秘密研究所序盤はブレードアーマーかシャドーアーマーにアルティメットアーマー、ゼロの技でしか通れない場所がある。
『X DiVE』では戦闘形態としての「ゲイト ナイトメア」の名称で登場し、2022年3月2日に実装された。作中と同様の「ナイトメアホール」と「ナイトメアストライク」のアクティブスキルを持つ。
ハイマックス（HI-MAX / High Max）
声 - 若本規夫
ナイトメア調査員のリーダー。ボディのカラーリングは黒を基調としている。「オールドロボット」であるエックスを超えるレプリロイドとして製作され、数値上の性能、特に防御力においてはエックスを遙かに上回る。長身のボディ、威圧的な体躯かつ無愛想な性格で、確実に任務をこなすことを身上とし必要なこと以外は喋らない。一般のレプリロイドのように地面を歩行（あるいは走行）することはなく両足のホバリングで移動している。
解析に成功したゼロのデータの一部を使って製作されており、自らのオリジナルに該当するゼロをこの世から抹殺するべく執念を燃やすも、エックスやゼロの戦闘力の前には適わなかった。
ハイマックス戦はオープニングステージでの戦闘デモを始め、隠しステージと研究所ステージの計3回で戦うこととなる。『シーズショット』（小型の球状エネルギー弾、一度に4連発で放つ）、『デスボール』（巨大なエネルギー弾、研究所ステージでは戦闘時の後半からチャージして放つ攻法『デスボール･ファイナル』に切り替える）が主な武器であり、他には『ガーディアン』と呼ばれる攻防両方に利用可能なガード用エネルギーを武装しており、普段は自身の周囲に浮遊させている。戦法にはデスボールを応用した『デスブレイク』という突進型の必殺技やガーディアンのエネルギーを身に纏って体当たりを繰り出す『ガード･リング』がある。なお、デスボールはセイバー系の攻撃で分裂する。
アイゾック（Isoc）
声 - 青野武
ゲイトの忠実な部下で、髭を蓄えた老人の風貌をした科学者レプリロイド。ボディのカラーリングは乳白色とカーキを基調としている。ナイトメア現象調査員の主導者。しかし正体は一連の事件の黒幕の1人でゲイトの腹心として協力していたイレギュラーであった。行方不明になっていたゼロを執拗に捜し求めており、ゼロナイトメアを製作してゼロを探させていた。
作中ではゲイトにもゼロへの過剰な執着を指摘されている。「ゼロはやわではない」「ゼロ、お前のことは誰よりも私が知っている」「お前こそが最強のロボットだ」といった発言を残しており、ゼロでプレイしてハイマックスを破れば大喜びするアイゾックを見ることができる。また、エックスがハイマックスを破れた際に、エックスに対する強い恨み口調で話し、エックスを後にハイマックスを連れて去って行くのを見ることもできる。『X2』のサーゲスと同様Dr.ワイリーと同一人物であるような言動を示しており、上記の特徴とエックスやゼロに対する態度を表すようになる。
最後はプログラムが消滅し、完全に機能停止（エックス編におけるエイリアによると、かつて起きた『ソウルイレイザー』の「イレイズ事件」と症状が類似しているらしい）。
シグマ（Σ / Sigma）
声 - 麦人
これまでエックスとゼロの前に立ちはだかって来たイレギュラー。本作では今までとは違い、ゼロのDNAを利用したゲイトの置き土産として復活（シグマ曰く「そのようなことをしなくともいずれは復活できた」らしい）。発する声にエフェクトが掛かっているのが特徴。
本作での第一形態の姿は不完全な状態での復活であり、マントのような襤褸切れを羽織ったゾンビ（ボディの各所がスクラップのような形状）のような風貌で現れる。名前は「シグマ（不完全体）（Sigma（Unfinished））」。傍ら言動もたどたどしいがエックスやゼロに対する執着心は変っていない。
主な武器は、口から吐く光弾「バグショット（Bug Shot）」や腕から放つ衝撃波。また、戦闘時はある攻撃でダメージを与えると身体から球状の光弾を放つ。
シグマとの戦いで流れるBGMは、第一形態はステージのBGMがそのまま、第二形態は『ロックマンX』での最終ステージ（シグマパレスステージ4）BGMのリミックス・アレンジ版である。

#### ナイトメア現象
本作のキーワードとなっているもの。アイゾックが地球全土のレプリロイドに発表した。データ反応の無い、実際に起こっていない「悪夢」による「幻覚」をエックスたちレプリロイドに見せレプリロイドの自我を狂わせ、最悪の場合暴走（イレギュラー化）、自害（ゲームプレイ中では1ミスとして表現）させてしまう。
ナイトメアウイルス（Nightmare Virus）
オープニング以外全てのステージに配置される雑魚キャラクター。1つ目の蛸のような見た目をしている。壁などを無視して移動することが可能で、プレイヤーに向かってくるタイプとある程度近づくとショット攻撃を行うタイプが存在する。また、画面内に助けを待つレプリロイドがいる場合、そのレプリロイドに寄生してイレギュラー化させるタイプも存在する。
イレギュラー化してしまったレプリロイドは敵になってしまうが、倒すと「ナイトメアソウル（Nightmare Soul）」を落とす。こちらが何らかの方法でアウトになってしまい、画面が切り替わるまでの間にレプリロイドに寄生された場合、そのレプリロイドはいなくなってしまう。また、寄生されたレプリロイドを意図的に画面外へ追いやるためにエックス（またはゼロ）を移動させ、元の場所に戻ると、その場から消えている（どちらもリストでは「行方不明」と表示される）。倒すと8ポイントの青い大きなナイトメアソウルとなるが、回収しないでいると4ポイントの小さなソウルになってしまい、より時間が経過すると再生する。再生後はソウルが出てこない。また、一度ソウルを獲得されたナイトメア・ウイルスはそのステージのナイトメアSが変更されるまでソウルを落とさない。
ナイトメア・スネーク（Nightmare Snake）
マグマエリアの中ボス。地面に沿って左右に移動する、ヘビが丸まったような外観のナイトメア。複数配置されている。体力が非常に多く、倒しにくい。
ナイトメア・プレッシャー（Nightmare Pressure）
リサイクル研究所の中ボス。爆弾とプレス、誘導ミサイルでプレイヤーに襲い掛かってくるナイトメア。
ナイトメア・インセクト（Nightmare Insect）（アマゾンエリア）
蟷螂型のメカニロイドが出現する。移動はせず、出現場所も決まっているが、ある武器以外では再生する。
ナイトメア・アイス（Nightmare Ice）（北極ステージ）
特定の場所で、エックスの何倍も大きく、それも大量の氷塊が出現する。一部の武器で破壊可能。
ナイトメア・マグマ（Nightmare Magma）（マグマエリア）
ナイトメアスネークが出現し、即死効果のあるマグマが迫ってくる。
ナイトメア・プレス（Nightmare Press）（リサイクル研究所）
機能停止しているはずのプレス機やベルトコンベアが作動する。
ナイトメア・ランダム（Nightmare Random）（セントラルミュージアム）
エックスをランダムに別のマップへ転送する。一部、地形もランダムに変形し、使用キャラクターではクリア不可、アイテム入手不可という場合がある。また、無数の岩石が突如現出する。
ナイトメア・レイン（Nightmare Rain）（イナミテンプル）
少量だが、体力を奪う酸性雨が降り注ぐ。ある敵を撃破すると止むが、その敵自体が行く手を遮っているので、止ませることがクリアの必須条件となる。
ナイトメア・レーザー（Nightmare Laser）（レーザー研究所）
動かないはずのレーザー装置が侵入者を攻撃する。破壊不可能だが、鏡で反射して利用できる。レーザーは2タイプある。
ナイトメア・イルミナ（Nightmare Illumina）（兵器研究所）
開発が中止された「ビック・ジ・イルミナ」、通称イルミナが攻撃してくる。電源用コードを破壊すれば攻撃は止む。ステージボススペースでイルミナの残骸がある。

#### ナイトメアS
あるステージを脱出（クリア、エスケープ、ゲームオーバーのいずれか）すると、他のステージで発生するナイトメア。発生している側は、他のステージからのナイトメアSが発生しない限り永久的に継続する（例えばナイトメア・フリーズとなったリサイクル研究所はセントラルミュージアムをプレイしない限り、永久にナイトメア・フリーズとなる）。事実上、一回のプレイでナイトメアSがないステージ全てを攻略するのは不可能である。ほとんどがステージの難易度を変えてしまうものだが、攻略に利用できるものもある。
敵として出現する物と現象として現れるものの2タイプあり、前者は脱出したステージのボスの特殊武器が弱点となっている（例えばナイトメア・アイアンはメタルアンカーで破壊可能）。
括弧内は、（脱出するステージ → 発生するステージ）
ナイトメア・バグ（Nightmare Bug）（アマゾンエリア → マグマエリア、レーザー研究所）
ある場所で複数の小さな虫が纏わり憑く。一定距離を保って攻撃をして来ないが、攻撃を弾き、登場時に接触ダメージを受ける危険がある。
ナイトメア・フリーズ（Nightmare Freeze）（北極エリア → リサイクル研究所）
特定の床が凍結し、スリップしやすくなる。どちらかと言えば現象に該当するが、弱点武器で破壊可能。
ナイトメア・ファイア（Nightmare Fire）（マグマエリア → 北極エリア、兵器研究所）
ある場所で、火山弾が降り注ぐ。一部地形が変化する。どちらかと言えば現象に該当するが、弱点武器で破壊可能。
ナイトメア・アイアン（Nightmare Iron）（リサイクル研究所 → マグマエリア、兵器研究所、セントラルミュージアム）
決められた場所に、浮上、落下を繰り返す鋼鉄のキューブが設置される。行く手を遮り、潰されると大ダメージを受ける。
ナイトメア・キューブ（Nightmare Cube）（セントラル・ミュージアム → レーザー研究所、リサイクル研究所）
形は統一されているが、色が違う様々なブロックが出現する。弱点武器による効果も色により違っている。
ナイトメア・ウィンド（Nightmare Wind）（イナミテンプル → アマゾンエリア、セントラルミュージアム）
局地的に強風が吹いて、ジャンプと移動速度に影響が出る。
ナイトメア・ミラー（Nightmare Mirror）（レーザー研究所 → イナミテンプル、北極エリア）
エックスならゼロ、ゼロならエックスの残像が、突然空中に現れ、キャラクターの位置まで直線突進してくる。トラップをやり過ごすなど、動いてはいけない時に出てくると厄介である。
ナイトメア・ダーク（Nightmare Dark）（兵器研究所 → アマゾンエリア、イナミテンプル）
一部の地帯が暗闇になり、サーチライトを頼りに進むことになる。

### ボスキャラクター

#### メインボス
今作のボスキャラクターは他のシリーズと異なり、「異名」が設定されていない。また、日本国外の英名は一部を除き日本版から変更されていない（メタルシャーク・プレイヤーとシールドナー・シェルダンの2体を除く）。額に（それぞれが色違いではあるが）菱形の宝石状の水晶体があることが共通している（体力ゲージのマークにもなっている）。水中戦は存在しないが、本作では水の生き物をモチーフとしたボスが多い。
各ステージで倒した時に、一定時間以内に倒した場合は200ポイントの緑色のナイトメアソウルを、一定時間を過ぎてから倒すと100ポイントの赤いナイトメアソウルを落とす。
コマンダー・ヤンマーク（Commander Yammark）
声 - 藤田圭宣 (現：織田圭祐)
森林観測チーム所属。森林保護プロジェクト用トンボ(蜻蛉)型レプリロイド。
ゲイトによって作られた。ある日事故を起こし森林を燃やしてしまう。日ごろの成績が優秀だったので放免となったが、後日ヤンマークに何者かが不法に改造を施し（犯人は現在も不明）、ヤンマークは再び事故を起こし機能停止されてしまう。再生された後はイレギュラーハンターやレプリロイド研究員への不信感から反旗を翻す。
様々なフォーメーションを指示した「ヤンマーオプション」と連携で攻撃する。また、ヤンマーオプション自体は破壊されてもその瞬間から補充を行なうために完全に消滅させることはできないものとなっている。
ヤンマーは英語ではなく、「ヤンマ（蜻蜓）」からきている。
ブリザード・ヴォルファング（Blizzard Wolfang）
声 - 石川英郎
ゲイト作のレプリロイドで極寒地開拓チームのリーダー。狼型レプリロイド。凶暴そうな外見とは裏腹に、信頼を勝ち得るだけの責任感と冷静さを併せ持つ。
ある日ヴォルファングをリーダーとしていた部隊が彼を除いて任務中に全滅してしまい、ゲイトを嫌う者に騙されたエイリアの指揮によって海中へ処分された。ゼロとは以前からの知り合いだったらしく、処分してしまったエイリアもまた、ヴォルファングのことが根強いトラウマとなっていた。だが全ては手遅れであり、ヴォルファングには、ゲイトへの強い忠誠心に従いエックスやゼロたちと命を賭けて戦う以外の選択肢は残されていなかった。
四足歩行での戦闘を得意とし、手足の爪と握力で天井の氷を掴み、トリッキーな動きで翻弄する。主な武器は口から発射する氷の弾「アイスバースト」とそれを強化した「アイスフラグメント」であり、戦法にはステージ床の氷上を滑るようにダッシュして接近し攻撃する「チェイスフリーズ」ならびに空中や天井を残像を発しながら移動する「チェイスヴェイパー」、そして必殺技にはチェイスフリーズ及びチェイスヴェイパーで通った場所に、氷柱を生み出して攻撃する「ディザスタールーム」がある。
ブレイズ・ヒートニックス（Blaze Heatnix）
声 - 三木眞一郎
ゲイトの手で生出されたレプリロイドの一体、ホットスポット探査用フェニックス型レプリロイド。ボディの各所に火炎を放出する噴出孔が設けられており、頭部や上半身からは炎を常に噴き出させている。元・活火山噴火災害対策チーム構成員。
高熱に耐えられる高性能なボディを持っているが、その優秀さに反して協調性がまるでなく、短気で自己中心的な性格をしていた。探査任務で災害対策チームに大きな損害をもたらしてしまい、とうとう事故に見せかけて地下深くで壊されてしまうこととなった。その後、ゲイトが回収し密かに再生させるのだが、彼がどうやって回収したのかは不明。蘇生されたヒートニックスは、より好戦的で残虐な面を見せるようになり、自らを「最強」と称してエックスたちに戦いを挑む。
主な武器は口から発射する拡散性質の火山弾「マグマショット」で、必殺技にはエネルギーを半月型に収束させて放つ「マグマウェーブ」や全身から高熱のエネルギーを発生させて左右を横切る形で突進する「ゴッドバード」がある。また、マグマを操ってプレイユーザーの行動範囲を狭める「マグマストリーム」という能力や、その能力発生時に雫状のマグマを落下させる「ストリームドロップ」を戦法に持つ。ある攻撃を当てるとその反応が弱点武器を当てた時と同じものになる。
メタルシャーク・プレイヤー（Metalshark Player）
日本国外では「メタル・シャーク・プレイヤー（Metal Shark Player）」と表記される。
声 - 麦人
リサイクル研究所の管理官、ゲイト作のシュモクザメ型レプリロイド。イレギュラーのDNAデータを集めている。
高度なDNAリサーチ能力を持ち、レプリロイドの残骸を分析・再利用できるパーツを取捨選択、利用することができる。そしてついには、スクラップにされたレプリロイドを不完全ながら復活させることもできるようになった。それに目をつけたゲイトに煽られたことで、条例違反となっていたレプリロイド再生実験を行っていた。その研究成果は、機能停止したレプリロイドを完全に復活させる一歩手前の段階まで進んでいたと言われている。その内情が外部に漏れて研究の危険性から破壊されるもゲイトの手で密かに復活を果たし、調査員の仕事の傍ら実験を再開している。
戦闘時には過去の作品のボスを再生して攻撃を仕掛けてくる。
弱点は『X5』に登場したボルト・クラーケンと同様、海の生き物のモチーフだが水の武器に弱い。ただし、『Xチャレンジ』ではタイダル・マッコイーンと同時に水中で戦うことができるよう設定が改訂されている。
グランド・スカラビッチ（Ground Scaravich）
声 - 青野武
スカラベ型レプリロイドで、今回のボスキャラクターの中では唯一ゲイトの製作したレプリロイドではない。自称「トレジャーハンターにして考古学者」。
遺跡荒らしとしてイレギュラーハンターに指名手配されていたが、本人は至って研究熱心なだけであって悪気があった訳ではないらしく、エイリアからも「単なる遺跡荒らしとは違う」と評されていた。
ゲイトに対して古代遺跡や古代ロボットの学術データと引き換えに保護を依頼し、彼の専属従業員となり、パワーアップも施されていた。しかし、ゲイトの命令でエックスやゼロが発掘された禁断の地に侵入したことから、エイリアに処刑されてしまう結末となった。エイリアの話によるとその件においてゲイトは何の反省もしていなかったとのこと。その後、彼から密かに蘇生されて、ナイトメア調査員となっている。
小型で素早いながらも怪力の持ち主で、巨大な岩を蹴り上げて攻撃する。また、腕部の小型バスターも武器。
レイニー・タートロイド（Rainy Turtloid）
声 - 若本規夫
かつて水質改善チームに所属していた、水陸両用巨大ワニガメ型レプリロイド。彼もまたゲイトが開発した。
巨大な外見で厳つい風貌だが見た目にそぐわず温厚な性格で、シグマと何度も激突して世界を救ったエックスやゼロのことを、同じレプリロイドとして尊敬していた。酸性雨を物ともしない特殊合金で造られた甲羅シールドを装備し、汚染された立入禁止区域も調査可能。それ故に周囲から危険視され、弱体化を命令されていたが、開発者のゲイトは命令を無視し続けた。その結果 タートロイド自身が良心の呵責に苛まれ、自分の甲羅を引き剥がし自らの運行をストップしてしまう。後に再生され調査員となったタートロイドは、生き返らせてくれたゲイトのために、自らを待ち受ける運命を自覚しつつ、エックスたちに戦いを挑む。
その圧倒的な防御力を持つ甲羅の内部にミサイル、刃物、「メテオレイン」を大量に仕込んでいる。
シールドナー・シェルダン（Shieldner Sheldon）
日本国外では「シールド・シェルダン（Shield Sheldon）」と表記される。
声 - 鈴置洋孝
ゲイト制作の二枚貝（分類によってはホタテ）型レプリロイド。各種研究機関の所長などの警護にて、抜群の働き振りを見せ高い評価を受けていた。元々要人護衛の職務のため、圧倒的な防御力を持つ。
ジム博士という科学者レプリロイドの警護に当たっていた際、ジム博士がイレギュラー化（原因は不明）したため、已む無く独断で処分。しかし彼がジム博士を殺す瞬間のみを目撃した現場へ駆け付けたハンター（エックスやゼロの部下）がシェルダン自身をゲイト製ということもあってイレギュラーと誤認し、シェルダンは責任を感じて自殺。この出来事には、エックスやゼロも心を痛めていた。調査員としてエックスたちと対峙した際、原因はあくまで任務を果たせなかった自分にあり、エックスやゼロを恨んではいないことを告げる。
インフィニティー・ミジニオン（Infinity Mijinion）
声 - 高木渉
ゲイトが開発したミジンコ型（もしくはプランクトン型）レプリロイド。非常に高い情報処理能力を生かし、有人型巨大兵器開発におけるテストパイロットを勤めていた。
確かに優秀であるが、性格に難があるのか非常に我侭で、口調もかなり子供っぽく癖がある。自らの能力を誇示することに固執する性質で生みの親のゲイトの指示にも従わないことが多かったらしく、ゲイトもミジニオンの存在には頭を痛めていた模様。テストプログラムを無視しがちだった上に、勝手に自分自身に都合の良いカリキュラムへ書き換えて実験をこなしてばかりいたため仕事仲間との喧嘩が絶えず、ついには事故に見せかけて処分されてしまった。
ナイトメア調査員として蘇った後は兵器開発所を占拠、過去に自らが試験運用を行った巨大機動兵器「ビッグ・ジ・イルミナ」をナイトメアウイルスの力で暴走させる。
戦闘では分裂したり耐久力が高い泡をいくつもばら撒いて相手を追い詰める。また、弱い攻撃だと回復されてしまう。

#### その他のボスキャラクター
D-1000
OPステージのボス。ナイトメアウイルスという悪夢の始まりを告げる、暴走した大型メカニロイド。
電波障害が発生したと同時に暴れだした。左腕は巨大ペンチのような物になっていて、右腕は破損している。厳密にはD-1000自身が暴走しているのではなく、部屋の隅にあるナイトメアコアの指令によって動いている。エックスによって機能停止させられた後、突如現れたゼロナイトメアに斬りつけられ爆砕した。
ゼロナイトメア（Zero Nightmare）
声 - 置鮎龍太郎
ナイトメアウイルスが引き起こす現象の1つでゼロの偽者。ゼロの記憶の一部を持っている。性格は破壊的で危険。また、言動が不完全であり、まともな言葉を発する場合とカタカナで途切れ途切れに喋る場合がある。
見た目は本物そっくりだが本物のゼロと比べてやや半透明でボディと髪が紫色となっており、バスターやセイバーは灰色。本物のゼロと色が違うことを「ナイトメア現象のせいで色が変わってしまった」とエックスに語っているが、彼を欺くことはできない。本物のゼロ曰く「オモチャ」である。
使用する技も本物のゼロとほぼ同じで、一般のレプリロイドと比べれば高い戦闘能力であるが、実力は本物のゼロに遠く及ばない。
なお、戦いに流れるBGMは前作のエックスとゼロの対決のBGMと同じものである。
『X DiVE』では2021年5月26日に実装され登場した。下記に記されている本作のゼットバスター（乱射攻撃）と幻夢零・改のアクティブスキルを持つ。『X6』とは異なる部分として右目が禍々しくなっている。
ダイナモ（Dynamo）
声 - 森久保祥太郎
『ロックマンX5』にてシグマに加担していた傭兵レプリロイド。3週間前のコロニー落下事件の実行犯でもある。過去の経歴については一切不明。ボディカラーやデザインに変更点はない。
いい加減で浅薄な気分屋だが時折核心を突いた発言が見受けられる辺り、彼もまた傭兵として相当な戦歴を経てきたのであろう。今作ではナイトメアソウルを吸収し自らの戦闘スペックを向上させることに成功。エックスとハンターたちの集めたナイトメアソウルをも奪おうと企んでいる。
また、攻撃パターンが前作とは異なっている。有効な武器か技を当てると、緑色のナイトメアソウルを1回の戦闘につき3回まで落とす。ストーリー展開に直接絡むことはない。
なお、エイリアが仮の名として呼称し始めた「ナイトメアソウル」の名称を彼が口にする理由・経緯は不明である。
ナイトメアマザー（Nightmare Mother）
秘密研究所1のボス。ナイトメアウイルスの集合体。体が2つに分かれている。
ナイトメアウイルスの暴走によって生まれた偶然の産物だが、ゲイトが面白いと思い研究所の門番にした。火、雷、氷、水の属性をもつ弾と体当たりを併用し、驚異的なまでの攻撃を仕掛けてくる。弱点は体の中央にある目のような形のコアだが、攻撃する際に出てくるとき以外はダメージを与えられない。コアは2つありそれぞれ体力を半分ずつ所持している。しかし、頻繁に位置が入れ替わるため片方に攻撃を集中することは難しく、実際にはかなり体力を削らないとコアを破壊することはできない。レベルにより強さが格段に上がるボスであり、主に攻撃までの体当たり回転数や発射する水弾の数が変化する。
シグマの第二形態
最終ボス。名前は「ヘルシグマ（Hell Sigma）」。秘密研究所3の最深部にてエックス・ゼロを待ち構える。皮を剥がされた巨大なゾンビのような姿になっており、体中に無数のコードが接続されている。
下半身と両腕が地面に埋まっているため、口腔に埋め込まれている発射口で攻撃を仕掛けてくるが、同時に弱点でもある。主な攻撃は、顔面から放たれるザコ敵や、発射口から放つ極太の破壊光線。また、床から極太のビームの柱を展開する。体力が少なくなると、2つに分かれる大型の破壊光弾を発射する。
ボスとしては珍しく、「ダメージを受けた直後に発生する僅かな無敵時間」が存在しない。
なお、第二形態での戦いに流れるBGMは『ロックマンX』および『ロックマンX2』のシグマ第一形態戦（出だしのイントロは『X2』の第二形態戦）のリミックス・アレンジ曲である。

## エックスの能力

### 特殊武器
※名称の記述は「入手する特殊武器 - 所有するボス」とし、以下に述べる
ヤンマーオプション（Yammar Option）- コマンダー・ヤンマーク
通常 - 体の周囲を回転するトンボ型オプションを3匹出現させる。出現中のオプションは特殊武器ボタンを押すことでエネルギー弾を発射（弾はグランド・スカラビッチに有効）。武器エネルギーはオプションを新たに出現させた時に消費し、また、オプションが2匹以下になると3匹まで補充される。オプション自体にも攻撃力があり、敵に直接当てることで攻撃もできるが、耐久制限があるため当て続けると消滅してしまう。
チャージ - 一定時間、オプションが一定間隔で弾を24連射する。エネルギー弾の軌道は通常時と違い、エックスを始点に放射状に進む。また、弾には地形を貫通する効果が加わるほか、オプションの耐久制限もなくなる。
アイスバースト（Ice Burst）- ブリザード・ヴォルファング
通常 - 前方に複数の氷の塊を放出する。内一つの大きい塊は足場代わりに利用することが可能。特殊武器の中でも、燃費は非常に悪い。
チャージ - 一定時間、ダッシュすると上下（上・下方向にダッシュした場合は左右）に氷柱を放つことができるようになる。武器エネルギー消費量は、通常と同じである。
マグマブレード（Magma Blade）- ブレイズ・ヒートニックス
通常 - 炎を纏ったゼットセイバーを振り下ろし、同時に火炎弾を2発発射する。一瞬だけ滞空可能。本家『ロックマン8』のフレイムソードに似た性能を持つ。
チャージ - エックスから1発＋画面後方から7発、合計8発の大型の火炎弾を放ち、画面広範囲を攻撃する。炎の軌道はランダム。発動直後にダメージを受けた場合は中断扱いになり、火炎弾が発生しない。空中で連発すると、滞空時間を延長できる。
メタルアンカー（Metal Anchor）- メタルシャーク・プレイヤー
通常 - 地面を跳ねる鋼鉄の錨（いかり）を発射する。錨は地面に限らず、壁や天井でもバウンドする。合計8回バウンドすると消滅する。また、特定のブロックを破壊することができる。
チャージ - 斜め下方向に鋼鉄のストーム・イーグリードを無数に飛来させ、画面広範囲を攻撃する。飛来する位置はランダム。攻撃範囲が広く攻撃力も高いが、発動中は動けず、発動中にエックスがダメージを受けると攻撃は中断される。マグマブレードと同じく、滞空時間を延長できる。
グランドダッシュ（Ground Dash）- グランド・スカラビッチ
通常 - 巨大な岩を発生させ、タックルして飛ばすことで敵に攻撃する。壁などに隣接している際はタックルのみ行う（この場合はゲージを消費しない）。岩は特定のブロックを破壊でき、タックルは破壊の他に移動させることもできる。一瞬だけ滞空可能。
チャージ - さらに巨大な岩を発生させ、前方に飛ばして攻撃する。ブロックを破壊する効果はない。一瞬時間が止まる。
メテオレイン（Meteor Rain）- レイニー・タートロイド
通常 - 真上方向に水の弾を発射する。弾は天井に当たると真下に跳ね返り、地面に着くと消える。2連射まで可能。
チャージ - 真上方向に水の弾を撃ち上げた後、画面上部から無数の水の弾が斜め下方向に振り注ぎ、画面広範囲を攻撃する。振ってくる位置はランダム。
ガードシェル（Guard Shell）- シールドナー・シェルダン
通常 - 前方および上下の任意の位置に光のバリアを発生させる。バリアは特殊武器ボタンを押すことで閉じることができる（このバリアの出し入れは武器エネルギーを消費しない）。バリアは敵の特定の弾のみを防ぎ、1回防ぐごとにその盾の発生している方向へエネルギー弾を放つ。
チャージ - 画面4隅に巨大貝殻が出現する。出現中、特殊武器ボタンを押すことで各貝殻が四方から中央へ弾を発射する。合計8回弾を発射すると消滅する。
アローレイ（Arrow Ray）- インフィニティー・ミジニオン
解説書には「レイアロー（Ray Arrow）」と誤表記されている。
通常 - エックスの位置にあわせて上下する、太く短いレーザーを発射する。レーザーは壁に到達すると上方向へ（しゃがんで撃った場合は下方向へ）沿って進む。
チャージ - エックスを中心に画面下から5本のレーザーを発射する。発動中は動けないが無敵になるため、攻撃からの回避手段としても使える。滞空時間延長に使える。

### アーマー
エックスはカプセルに入ることで新たなパーツを取得し、パワーアップするという特殊能力を持っている。カプセルはステージの特定の場所に隠されており、カプセルに入ればそのパーツを入手できる。本作では異なる3つ（または4つ）のアーマーが使用可能。フットパーツの装着によるエアダッシュ可能になるのは本作までとなる。次回作の『X7』からは通常のエックスの基本アクションとして使用可能になる。
一部のアーマーは『ロックマンX5』と同じく、ウイルスの影響でライト博士からデータとして渡され、各該当する4つのデータを全て揃えないと使用することができない。

#### ファルコンアーマー
前作から引き継いで登場し、初期から使用できるアーマー。スペースコロニー・ユーラシア落下事件の際に破損したものをエイリアがバックアップデータを用いて再現した。しかし『X5』のフォースアーマー同様、再現が不完全で、フリームーブやバスターの地形・敵貫通能力など機動力の劣化により削除されている。その代わりに前作と違って特殊武器をチャージすることができるようになっている（フリームーブにエネルギーを当ててたため、その足かせが取れたのが要因）。
なお、ゲーム開始時にエイリアはこのアーマーについて「ダッシュとかが不完全」と説明しているが、少なくとも不完全なのはダッシュ機能以外である。『X5』に登場したファルコンアーマーはフリームーブができてもエアダッシュはできない。
X6でのファルコンアーマーの機能
ヘッドパーツ
特殊武器のエネルギー消費量を軽減。
フットパーツ
フリームーブが弱体化したようなエアダッシュが使用可能。ジャンプボタンとダッシュボタンではエアダッシュの速度と距離が異なり、エアダッシュ中に前方の敵に攻撃する機能として変更されている。
ボディパーツ
ダメージ半減。ギガアタック使用可能だが、ボス格の敵にダメージを与えられない。
アームパーツ
スピアチャージショット（今回は敵キャラクター、地形貫通無し）。前作では不可だった特殊武器のチャージが可能となった。ただし、チャージショットの威力は前作より若干落ちている。通常のエックスのチャージショットより威力は低い。

#### ブレードアーマー
ファルコンアーマーを基に、ゼットセイバーとの連携を重視されたアーマー。
ヘッドパーツ
特殊武器のエネルギーの消費量を軽減させる。
フットパーツ
空中で上下左右の4方向にダッシュ移動できる「マッハダッシュ」を使用することができる。使用時に一瞬溜めモーションが入り（ボタン長押しで延長可）、出始めには攻撃判定と無敵時間が現れる。しかし攻撃力は微かなものであり、基本的に移動用に用いられる。飛距離はエアダッシュの2倍。
ボディパーツ
受けるダメージを半減し、蓄積されたダメージはエネルギーに転換してギガアタックとして使用できる。ギガアタックはゼットセイバーで前方に強力な波動を2発放つ。
アームパーツ
敵を貫通し、プラズマが1つだけ発生するチャージショットが使用可能になる。ただし、プラズマが発生するのはある程度サイズが大きい敵のみ。このチャージショットは攻撃力はあまり重視されておらず、通常のエックスのチャージショットより威力は低い。また、上方向キー+チャージショットで対近距離武器のチャージセイバー（後のゼロのものとはやや異なる）が使用可能となる。特殊武器のチャージも可能。

#### シャドーアーマー
忍者を基にしたアーマー。足元と壁のトゲトラップの無効化、壁や天井への張り付き、ゼットセイバーの振りが早くなるなど、特殊な能力を備えている。
前作のガイアアーマーと違い、移動力の低下もなく、パーツ装着の制約も無い。しかしエアダッシュができず、特殊武器が使用できないなどの制約も多い。
ヘッドパーツ
セイバーを解析し、振りモーションが早くなる。しかし多段ヒット数が減ってザコ敵相手には逆効果になるという場合がある。また、ダッシュを使ったセイバー攻撃のキャンセル行動も使用不可能になる。
フットパーツ
壁張り付き中にずり落ちなくなる。また、上+ジャンプボタンで大ジャンプ、天井にも張り付ける。天井張り付き中は、バスターによる攻撃は下3方向同時にショットを発射するものになり、張り付き状態からダッシュでの移動が行える。「アルティメットバスター」のパーツを装備中は、天井張り付き状態で弾を撃つことができず、バスターを撃つ構えの動作のみ行われる。
ボディパーツ
受けるダメージを半減し、蓄積されたダメージはエネルギーに転換してギガアタックとして使用できる。ギガアタックは自分の周囲に円月輪状のエネルギー2発を回転させて攻撃する。攻撃範囲は狭いが強力。
アームパーツ
通常のショットが、手裏剣状の前方3方向ランダムに撃つ攻撃になる（性能はクレッセントショットと同じ）。チャージすると、強化したセイバー攻撃である「円月輪」を放つ（セイバーの先に三日月状の衝撃波が発生し、一部のボスには有効である）。

#### アルティメットアーマー
隠し要素として存在するアーマー。性能はゼットセイバーが使用可能なところ以外は『ロックマンX5』のものと同一である。なお、カラーリングは黒を基本とした色調に変更されている（しかし、カスタム画面でのみ以前のカラーリングが表示されている）。また、ノヴァストライク使用時の効果音が変更された。

## ゼロの能力
本作では最初から二段ジャンプが可能。また、ゼットセイバーの攻撃モーションも前作までから変更されており、地上では横斬り→袈裟斬り→斬り上げの三連撃、空中では振り下ろし、二段ジャンプ時に回転斬りとなっている。地上での切り始めは、ヤンマークのオプションや、ダイナモのブレードなどを跳ね返せる。ゼロの使用は、解説書では「復活のハンター」という名称のもとで操作方法の説明などが載っている。デフォルトの設定では、通常攻撃ボタンが□ボタン、特殊攻撃ボタンが△ボタン、ギガアタックボタンがR2ボタンである。
ゼロは、ボスを倒すと必殺技・特殊武器を会得する。その大半は武器ゲージを消費せずに使用することができる。技の多くはコマンド入力によって発動する。

### 必殺技・特殊武器
ラーニングする技 - 習得しているボス
ヤンマーオプション - コマンダー・ヤンマーク
+特殊攻撃ボタン：体の周囲を回るトンボ型オプションを3体出現させる。基本的な性能はエックスのものと同じであるが、ゼロの場合は通常攻撃ボタンでも弾を発射可能。また、オプション補充の際は再度コマンドを入力する必要がある。
氷狼牙（ひょうろうが） - ブリザード・ヴォルファング
+ジャンプボタン：その場で大ジャンプを行い、一定時間天井に張り付く。張り付いている間はダッシュ（1回のみ可能、使用後は張り付き状態が解除される）や、通常攻撃ボタンを押すことで武器エネルギーを消費して下方向に3発の氷弾を放つ攻撃が可能。エネルギーが無い状態では使用できないが、大ジャンプ・天井ダッシュは可能。
なお、この技を弱点とするレイニ―・タートロイド戦では場所の都合上使用することはできない。
翔炎山（しょうえんざん） - ブレイズ・ヒートニックス
地上で+通常攻撃ボタン：その場で3段斬りの3段目の動作で炎を纏ったセイバーを振り上げる。高威力だが、攻撃後の隙が大きい。
落鋼刃（らくこうじん） - メタルシャーク・プレイヤー
空中で+通常攻撃ボタン：セイバーを鋼鉄の剣に変化させ、真下に落下攻撃を行う。その状態で着地した場合は小爆発とともに1発のメタルアンカーを放つ。出現するアンカーはエックスのものよりもバウンドする高さが低く、回数も少ない。アンカー発生時に武器エネルギーを消費し、エネルギーが無い状態ではアンカーが出現しない。
旋墜斬（せんついざん） - グランド・スカラビッチ
空中で+通常攻撃ボタン：空中から斜め下に急降下しながら斬りつける。着地する際には画面全体が振動する。発動中は着地するまで無敵状態だが、着地後のスキが大きくキャンセルもできない。円水斬と同じく、使用すると無敵時間が解除されてしまう。特定のブロックを破壊可能。強制スクロールの場合、若干画面が動く。
そのコマンドから、ロープに掴まって移動する際に暴発しやすく、上記のとおり中断もできないため穴に落ちやすくなるというデメリットもある。
円水斬（えんすいざん） - レイニー・タートロイド
+特殊攻撃ボタン：その場で自身の周囲に高速回転斬りを放つ。空中でも1回だけ使用可能。ボタンを連打することで連発できる（空中では攻撃時間が若干延長される）。なお、ダメージ時などの無敵時間中に使用すると無敵時間が解除されてしまう。
ガードシェル - シールドナー・シェルダン
動いていない状態で、メニュー画面からガードシェルを選択すると出現する。横方向に光のバリアを発生させる。基本的な性能はエックスのものと同じであるが、ゼロの場合は前方のみにしか出せない。また、発動中に敵に接近するとゼットセイバーのヒット回数が異常に上がるバグが存在する。
裂光覇（れっこうは） - インフィニティー・ミジニオン
地上でギガアタックボタン：拳で地面を殴り、画面上部から何本もの極太のレーザーを放ち、画面全体を攻撃する。発動中は無敵状態になる。エックスにおけるギガアタックに相当する技。

### ゼットバスター
地上で特殊攻撃ボタン。地上で前方にバスターを発射する。発射時の隙がX5のものより短くなっており、1発あたりの威力も高まった。また、敵との距離が近いほど威力が高くなる。強化パーツのオーバードライブ装着時は1度に5発の連弾となる。

### ブラックゼロ / 黒ゼロ
隠し要素である、黒いカラーリングのゼロ。強化パーツであるショックアブソーバー、ショットイレイザー、セイバープラスを標準装備している。

### 敵専用技
アナザーエリア（ステージ中の青クリスタルに触れワープする特定の部分）において、ゼロナイトメアが使用する技。ほとんどが『X5』でのボス時のゼロと同様である。
以下の三つの他、ゼットバスターの乱射やワープを使用する。
電刃零（でんじんぜろ）
セイバーから衝撃波を放つ。こちらをサーチして飛んでくる。
幻夢零・改（げんむぜろ・かい）
セイバーで巨大な衝撃波を放つ。この衝撃波はしゃがむかダッシュでくぐることで回避可能。衝撃波には速いものと遅いものがあり、遅いものは「幻夢零・改→ゼットバスター」のような行動を取られると回避不可能になる恐れがある。『X5』の覚醒ゼロが使用する「幻夢零」と違い即死攻撃ではなくなっており、発動中も無敵状態にはならないが、戦闘時間とは関係なしに使用してくる（前作では戦闘時間が長引くと使用し、発動後は覚醒ゼロは無敵状態になる）。なお、ゼロナイトメアのレベルが2以上だと連続で放ってくるようになり、その回数はレベルに依存する。
真・滅閃光（しん・めっせんこう）
拳で地面を殴り、複数の巨大なエネルギー弾を撃ち出す。
なお、ゼットバスターと幻夢零・改の衝撃波、真・滅閃光はガードシェルでかき消すことができる。

## ライドアーマー
ライデン
白兵戦用のライドアーマー。両腕の電磁ブレードと背中のジェットブースターを併用する。非常に頑丈であり、リサイクル研究所のプレス機にも潰されない耐久力を備えている。ある場所に放置することで、プレス機のつっかえ棒になる。

## パーツ
エックスとゼロが装備することにより特殊な効果を発揮するパーツが存在し、ステージ内で助けを待っているレプリロイドを救出することで入手ができる。それらのパーツはハンターランクを上げることにより装備可能となる。
両キャラクターとも装備できるノーマルパーツ、エックスとゼロの各キャラクターのみが装備できる専用パーツは合わせて最大4つまで装備可能で、装備するだけで効果が発揮される。リミットパーツは最大でも1つのみしか装備できず、効果はステージ中で武器選択画面において使用を選択しなければ発揮されない。なお、ライフアップとエナジーアップは自動装備であるため、付け替えはできない。

### ノーマルパーツ
スピードムーブ
地上での移動速度が約1.5倍となる。相乗効果で横方向のジャンプ力も若干上昇する。
ハイジャンプ
ジャンプ力が1.25倍となる。ゼロの二段ジャンプやシャドウアーマーの大ジャンプにも影響する。
ハイパーダッシュ
ダッシュおよびエアダッシュのスピードが上がる。さらに、ダッシュジャンプの飛距離が伸びる。
エナジーセイバー
特殊武器の消費エネルギーが半分となる。ただし、アーマー特有のギガアタックの消費量には影響しない。
スーパーリカバー
ライフエネルギーおよび武器エネルギーの回復アイテムを取ったときの回復量が上がる。
バスタープラス
ノーマルショットの攻撃力が+1される。ノーマルショット以外の飛び道具には影響しない。
スピードショット
ショットの弾速が2倍となる。弾が画面から早く消えるため、連射速度にも影響する。
ショックアブソーバー
受けるダメージが半分となり、被ダメージ時にのけぞらなくなる。アーマー装備時では機能しなくなる。
ダブルバリア
ダメージを受けた際の無敵状態の時間が少し長くなる。
チェンジエナジー
受けたダメージを特殊武器のエネルギーに変換する。

### エックス専用パーツ
ラピッド5
画面内に3発しか出せないXバスターを5発に増やすことができる。連射性能が上がり、ショットの色も変化する。
アルティメットバスター
チャージなしでチャージショットを撃つことができる。ただし、デフォルトがチャージショットとなるためノーマルショットが使用できなくなる。
ハイパーチャージ
バスターおよび特殊武器にチャージにかかる時間が半分になる。
マスターウェポン
特殊武器の攻撃力が上昇する。

### ゼロ専用パーツ
セイバープラス
ゼットセイバーの攻撃力が上昇する。ただし、必殺技の攻撃力には影響はない。また、ゼットセイバーの色が水色に変化する。
セイバーエクステンド
ゼットセイバーの攻撃判定が広がる。ただし、必殺技には影響しない。二段ジャンプ後の空中回転斬りの際はゼロの本体に重なるように衝撃波が発生する。
ショットイレイザー
特定の敵の弾を消せるようになる。ゼットセイバーの色が紫色に変化する。
マスターセイバー
必殺技の攻撃力が上昇する。

### リミットパーツ
1つだけ装備可能で、1回だけ使用できる。
ハイパードライブ
一定時間のみ敵の弾を無効化し、それによるダメージを受けなくなる。
パワードライブ
一定時間のみ攻撃力が上昇する。通常の武器だけでなく、特殊武器や必殺技も攻撃力が上昇する。
ウェポンドライブ
一定時間だけエネルギーを消費せずに特殊武器を使うことができる。
ライフリカバー
体力ゲージを全回復することができる。
ウェポンリカバー
特殊武器および必殺技の武器エネルギーが全回復する。
オーバードライブ
一定時間だけチャージショットを連発することができる。ゼロの場合はゼットバスターが一回の入力で五発発射されるようになる。

### 自動装備パーツ
体力ゲージと武器ゲージに関わるノーマルパーツである。このパーツを所持するレプリロイドは、各ステージ中に一人ずつ存在する。レプリロイドを救出後、ミッションレポート画面においてステージ中にパーツを所有するレプリロイドを救出したキャラクターのみに自動装備される。
ライフアップ
体力ゲージの上限を+2する。
エナジーアップ
特殊武器および必殺技のゲージの上限を+2する。

## トリビア
- レプリロイドを救出した後、クリア後のリザルト画面やステージセレクト画面でレプリロイドの名前を見ることができるが、レプリロイドの名前がガイやコーディなど他のカプコンのゲームのキャラクターと同じ名前であったり、モリンガなどといった文字を入れ替えた名前の者が何人か存在する。
- ロックマンゼロシリーズでは、ナイトメアウイルスの発生原因がゼロ自身だったことになっており、ゲイトの名前は一切出てこない。
- 本作はゲーム中のとある一場面で、「過去のイレイズ事件」というキーワードが現れる。過去、本シリーズでは『ロックマンX2 ソウルイレイザー』にて先の事件と関連すると思われる出来事が描かれており、カプコンが発行した『ロックマンX大全書』ではソウルイレイザーのイレイズの解説で「ナイトメア事件ではアイゾックに、イレイズに似た現象が発生している」と記述されている[3]。
- 『ロックマンX8』では、今回のナイトメア事件と前作『X5』のコロニー墜落事件はVAVAが引き起こしたことになっている。

## 主題歌
オープニングテーマ「Moon Light」
作詞・作曲・編曲：井上日徳 歌：森久保祥太郎
本作のCMソングとしても使用されている。
オープニングテーマ「The Answer」
作詞・作曲・編曲：井上日徳 歌：森久保祥太郎
ゲームボーイカラー用ソフト『ロックマンX2 ソウルイレイザー』のCMソングとしても使用されている。
エンディングテーマ「I.D.E.A. 〜僕は毎日、夢を見る〜」
作詞：横山武 作曲・編曲：樫原伸彦 歌：RoST（笠原留美、石川英郎、三木眞一郎）
北米版「MEGAMAN X6」でも日本語のこの歌が使用されている。
エンディングや取扱説明書などの一部の資料では「僕らは毎日、夢を見る」、「僕は毎日夢を見る」と表記されている。

## エンディング
以下の種類がある。
- ゼロナイトメアと戦わずゼロをプレイヤーキャラクターとして出さずエックスでゲームクリアすると、エックスがゲイトを連れて帰りエイリアに見せる。ゼロは隠れてそれを傍観、その場を去る。エックスとエイリアは気配を感じるもゼロに気づかず、『X5』のエックスで覚醒状態でないゼロと戦いゲームクリアした時の『X5』の事件から3年後のエンディングとつながる（ゼロナイトメアとはっきりとは出会っていないストーリーであるため、オープニングステージで遭遇した“ゼロのようなもの”は、ナイトメアだったのかそれとも本物だったのか、曖昧な言及にとどまる）。
- ゼロナイトメアを倒しゼロをプレイヤーキャラクターとして出しエックスでゲームクリアすると、エックス、ゼロ、ゲイトのボディ、エイリア、ダグラス、シグナスの揃うエンディングとなる。
- ゼロナイトメアを倒しゼロをプレイヤーキャラクターとして出しゼロでゲームクリアすると、ゼロが科学者レプリロイドにゼロの100年以上のコールドスリープが過程に入る「何か」の治療を依頼する（ロックマンゼロシリーズの伏線）。

## 他機種版
| No. | タイトル                                 | 発売日                      | 対応機種                                            | 開発元                                        | 発売元   | メディア                                     | 型式 | 売上本数 | 備考                            |
| --- | ---------------------------------------- | --------------------------- | --------------------------------------------------- | --------------------------------------------- | -------- | -------------------------------------------- | ---- | -------- | ------------------------------- |
| 1   | ロックマンX6                             | 2002年11月28日              | PlayStation                                         | カプコン                                      | カプコン | CD-ROM (PlayStation the Best)                | -    | -        | 廉価版                          |
| 2   | Mega Man X Collection                    | 2006年1月10日               | PlayStation 2 ニンテンドー ゲームキューブ           | カプコン                                      | カプコン | DVD-ROM 8センチ光ディスク                    | -    | -        | 他シリーズの6作品との合同収録作 |
| 3   | ロックマンX6                             | 2015年7月8日                | PlayStation 3 PlayStation Portable PlayStation Vita | カプコン                                      | カプコン | ダウンロード (ゲームアーカイブス)            | -    | -        |                                 |
| 4   | ロックマンX アニバーサリー コレクション2 | 2018年7月26日 2018年7月24日 | PlayStation 4 Nintendo Switch Xbox One Steam        | カプコン デジタルワークスエンターテインメント | カプコン | BD-ROM・Switch専用ゲームカード・ダウンロード | -    | -        | 他シリーズの3作品との合同収録作 |

## 評価
アメリカのレビュー収集サイト「Allgame」では5点満点中4点を獲得した。

## 関連書籍
- CAPCOM完璧攻略シリーズ9『ロックマンX6 必勝攻略法』2001年、双葉社 ISBN 4575162949
- 覇王ゲームスペシャル197『ロックマンX6 完全攻略ガイド』2001年、講談社 ISBN 4063431975